# تخیل (فیلم)
«تخیل» (انگلیسی: Imagination (film)) فیلمی در ژانر فانتزی است که در سال ۲۰۰۷ منتشر شد.